# Ovaro
Ovaro is een gemeente in de Italiaanse provincie Udine (regio Friuli-Venezia Giulia) en telt 2166 inwoners (31-12-2004). De oppervlakte bedraagt 57,8 km², de bevolkingsdichtheid is 39 inwoners per km².
De volgende frazioni maken deel uit van de gemeente: Agrons, Cella, Chialina, Clavais, Cludinicco, Entrampo, Lenzone, Liariis, Luincis, Luint, Mione, Muina, Ovasta.

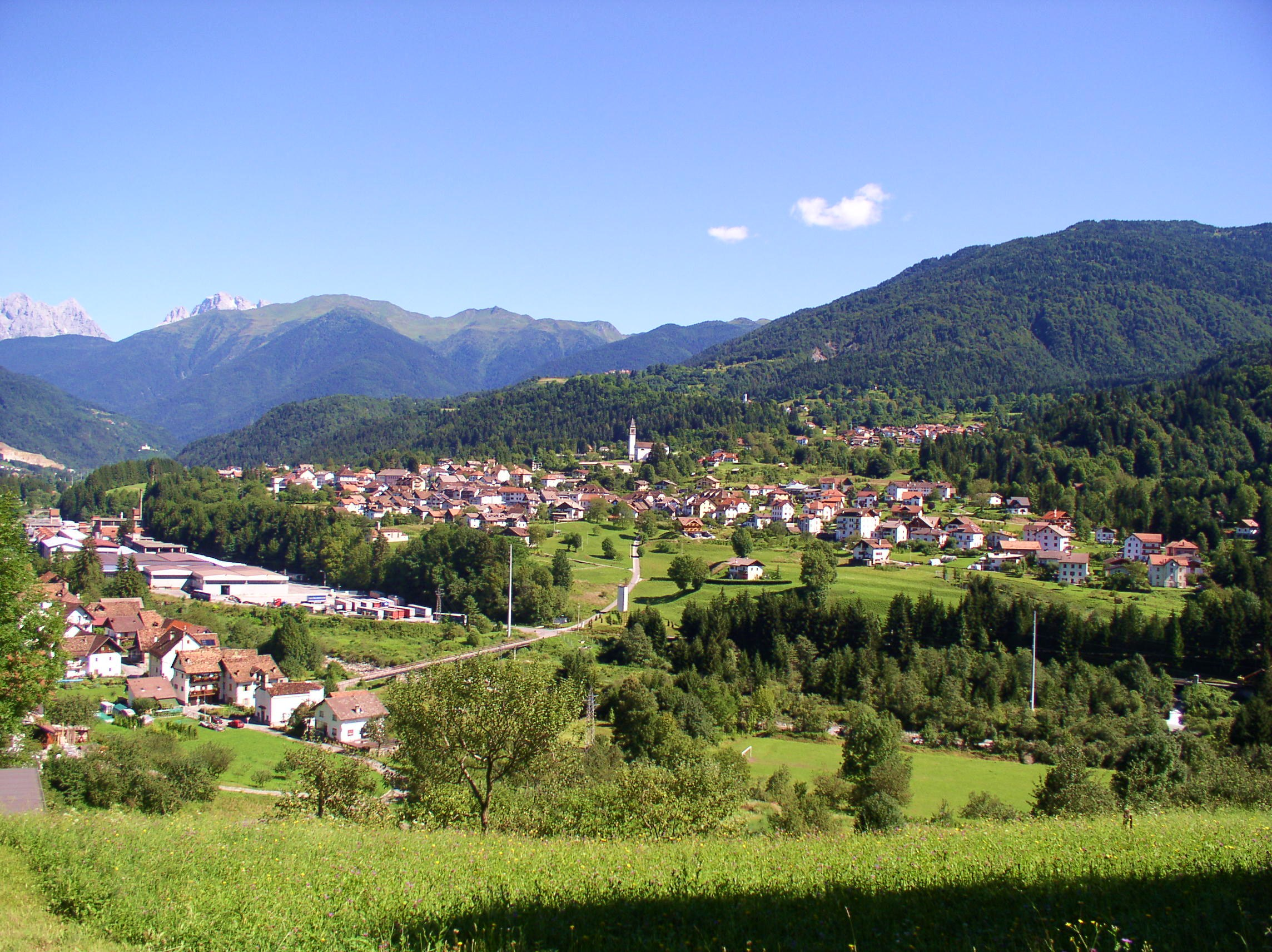
Ovaro
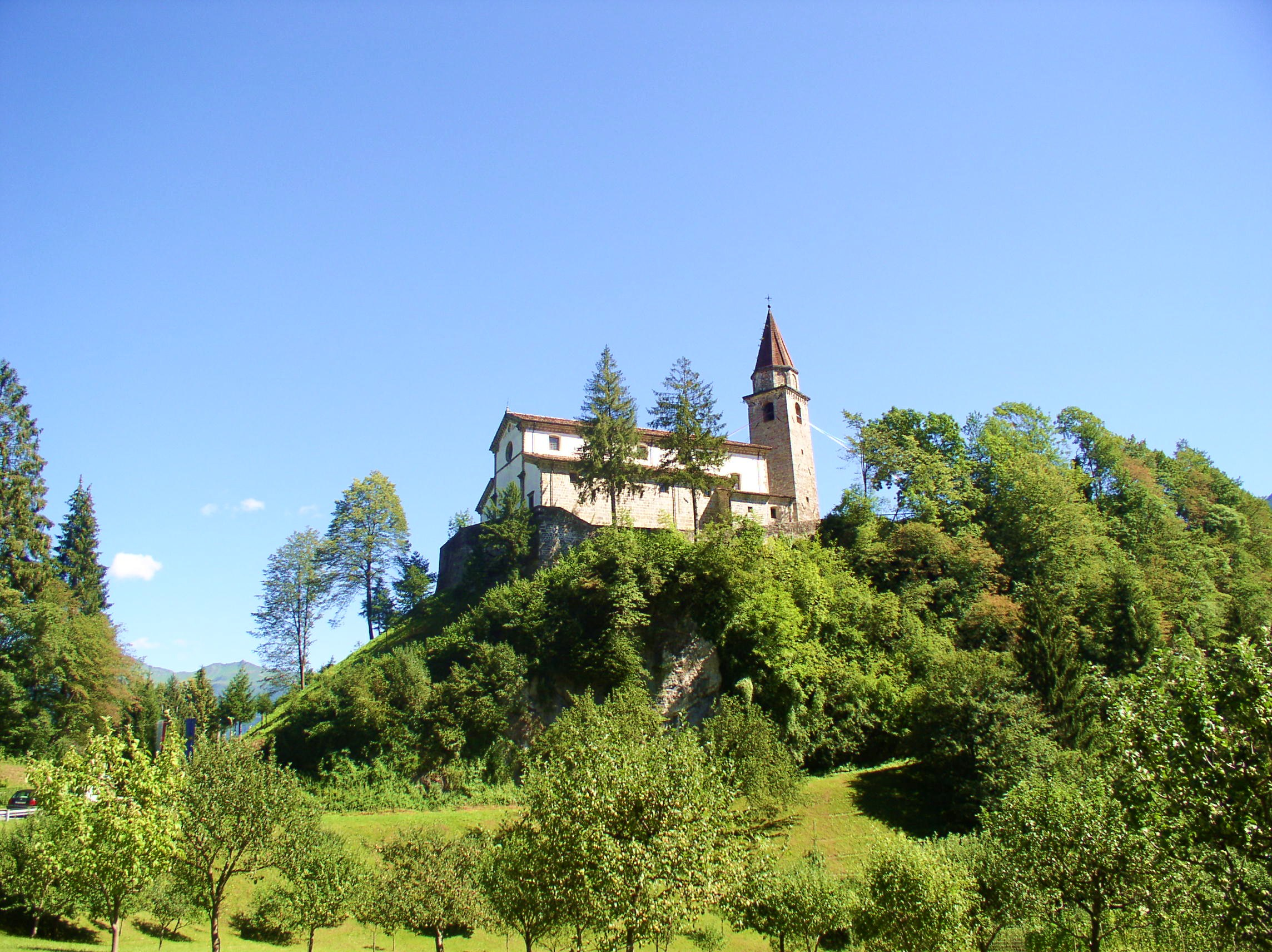
Pieve di Gorto
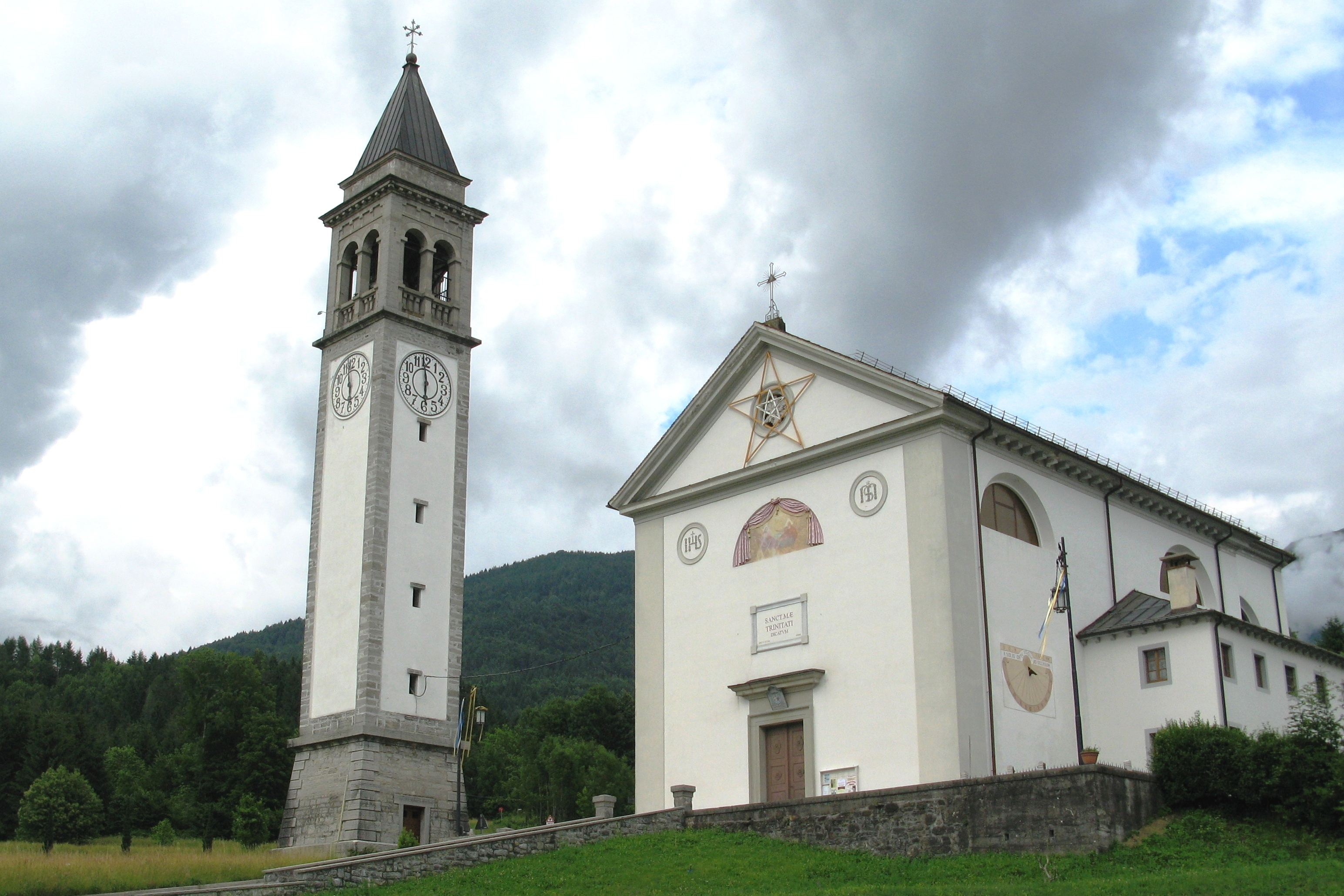
Kerk van Ovaro

## Demografie
Ovaro telt ongeveer 912 huishoudens. Het aantal inwoners daalde in de periode 1991-2001 met 7,7% volgens cijfers uit de tienjaarlijkse volkstellingen van ISTAT.
| Jaar | Inwoneraantal |
| ---- | ------------- |
| 1991 | 2404          |
| 2001 | 2220          |

## Geografie
De gemeente ligt op ongeveer 525 m boven zeeniveau.
Ovaro grenst aan de volgende gemeenten: Ampezzo, Comeglians, Lauco, Prato Carnico, Ravascletto, Raveo, Sauris, Socchieve, Sutrio.